# Zhang Jike
Zhang Jike (Shandong, 16 februari 1988) is een rechtshandige Chinese tafeltennisser. Hij werd in 2011 wereldkampioen enkelspel door in de WK-finale met 4-2 te winnen van titelhouder Wang Hao en prolongeerde zijn titel in 2013. Jike was samen met zijn landgenote Mu Zi al verliezend finalist in de eindstrijd van het gemengd dubbelspel op het wereldkampioenschap 2009 en won op datzelfde toernooi brons in het dubbelspel voor mannen, samen met Hao Shuai.
Jike bereikte in juni 2010 zijn hoogste notering op de ITTF-wereldranglijst, toen hij opschoof naar de eerste plaats. Zijn eerste toernooizege op de ITTF Pro Tour behaalde hij in februari 2010, toen hij samen met Ma Lin de dubbelspeltitel van het Koeweit Open won.

## Erelijst
Belangrijkste resultaten:
- Winnaar World Cup 2011 (in Parijs) en 2014 (in Düsseldorf)
- Wereldkampioen enkelspel 2011 (in Rotterdam) en 2013 (in Parijs)
- Wereldkampioen dubbelspel 2015 (met Xu Xin)
- Goud Olympische spelen in Londen 2012
- Wereldkampioen landenteams 2010, met China (met Ma Long en Ma Lin)
- Verliezend finalist wereldkampioenschappen tafeltennis 2009 gemengd dubbelspel (met Mu Zi)
- Brons WK 2009 dubbelspel mannen (met Hao Shuai)
- Brons Azië Cup 2009
- Wereldkampioen junioren 2003 ploegentoernooi

ITTF Pro Tour:
Enkelspel:
- Winnaar China Open 2010
- Verliezend finalist Qatar Open 2010
- Verliezend finalist Oostenrijk Open 2011
- Verliezend finalist China Open 2011
- Winnaar Korea Open 2012
- Winnaar Kuweit Open 2013

Dubbelspel:
- Winnaar ITTF Pro Tour Grand Finals 2011 (met Ma Lin)
- Winnaar Koeweit Open 2010 (met Ma Lin)
- Winnaar China Open 2011 (met Ma Lin)
- Verliezend finalist Duitsland Open 2010
- Verliezend finalist China Open 2009 (met Xu Xin)
- Verliezend finalist Qatar Open 2008 (met Ma Long)
- Verliezend finalist Koeweit Open 2008 (met Chen Qi)

1988: Yoo Nam-kyu ·
1992: Jan-Ove Waldner ·
1996: Liu Guoliang ·
2000: Kong Linghui ·
2004: Ryu Seung-min ·
2008: Ma Lin ·
2012: Zhang Jike ·
2016: Ma Long ·
2020: Ma Long ·
2024: Fan Zhendong
2008: Ma Lin, Wang Hao, Wang Liqin ·
2012: Ma Long, Wang Hao, Zhang Jike ·
2016: Ma Long, Xu Xin, Zhang Jike ·
2020: Fan Zhendong, Ma Long, Xu Xin ·
2024: Fan Zhendong, Ma Long, Wang Chuqin